# Cellway

Logo der Cellway GmbH

Cellway war der Markenname der Martin Dawes Telecommunications GmbH und nach eigenen Angaben einer der größten Anbieter von Mobilfunk-, Festnetz- und Internetdienstleistungen in Deutschland. Ende 2003 wurde die Cellway Kommunikationsdienste mit Mobilcom endgültig verschmolzen.

## Geschichte
Das Unternehmen Cellway war aus der Fusion der drei Mobilfunkanbieter Axicon (BMW), Proficom (Hoesch, Stabo, ADAC u. a.) und Martin Dawes (UK) entstanden und wurde zunächst von der France Télécom betrieben. Da die France Télécom damit keinen Erfolg hatte, wurde Cellway im März 1998 an die damals kleinere Firma mobilcom verkauft und einige Jahre noch eigenständig weitergeführt. Cellway hatte dabei vor der Übernahme einen Umsatz von über 600 Millionen Mark, mobilcom nur rund 300 Millionen Mark. Der Kaufpreis betrug 220–240 Millionen DM, der Kauf würde über Wandelanleihen finanziert.
1998 ging die Firma eine Kooperation mit o.tel.o ein, wodurch auch Verträge im Festnetzbereich möglich wurden. Zunächst wurde nur das System Preselection und kein Call-by-Call angeboten. Cellway war zu diesem Zeitpunkt bereits drittgrößter deutscher Mobilfunk-Service-Provider, mit über 330.000 Kunden und einem Umsatz von über 600 Millionen D-Mark (rund 307 Mio. Euro).
Einen Internetzugang ohne Zusatzgebühren (neben den reinen Telefongebühren) bot Cellway ab Januar 1999 an. Dabei konnte bereits über eine pauschale Monatsgebühr von 19–07 Uhr unbegrenzt das Internet genutzt werden. Die Einwahl erfolgte über Modem oder ISDN. Für das Geschäftsjahr 1999 wurden rund 890 Millionen D-Mark (455 Millionen Euro) Umsatz erzielt, die Kundenzahl lag bei etwa einer Million.
Im Jahr 2000 vermehrten sich Beschwerden bei der Verbraucherzentrale Nordrhein-Westfalen, dass Rechnungen seitens Cellway verschickt wurden ohne vertraglichen Hintergrund. Cellway gab daraufhin bekannt vollkommen überlastet zu sein.
D-Plus fusionierte zum 1. Januar 2002 mit Cellway, die Marke D-Plus wurde dabei aufgegeben.
Seit 1. Januar 2003 wurde Cellway von Hallbergmoos nach Erfurt und Büdelsdorf verlegt und Ende 2003 auf die mobilcom Communikationstechnik GmbH verschmolzen. Verträge, Tarife und AGB wurden unverändert übernommen. Cellway existierte dabei nur noch als Marke.
Seit Ende 2004 wurden Cellway Fachhandel mit seinen rund 1.200 aktiven Handelspartnern und Kunden auf mobilcom umgestellt. Kundenbetreuung und Rechnungen erfolgen durch mobilcom nur noch für Bestandskunden. Die Marke Cellway ist dabei vom Markt verschwunden.
Cellway bediente dabei sowohl das D-Netz als auch das E-Netz, wobei die Neu-Abschlüsse zum 1. Februar 2003 für beide Netze gleiche Konditionen boten.

## D-Plus
Das Unternehmen D-Plus wurde von mobilcom gekauft und bei Cellway integriert.
Als Tele-Funk Mobildienste GmbH gegründet, dann in TMG GmbH umfirmiert, vermarktete ihre Mobilfunktarife unter dem Produktnamen D-Plus. 1998 erfolgte dann die Umfirmierung in D-Plus Telecommunications GmbH, da der Produktname nach Marketingumfragen Synonym für das Unternehmen wurde.
- Im Oktober'91 von der damals bestehenden Fachhandels-Kooperation TFK als Tele-Funk Mobildienste GmbH gegründet.
- nach 1992 – Alleingesellschafter Bayerische Kapitalbeteiligungsgesellschaft mbH
- 1995 – 80 % Beteiligungsveräußerung an Unisource Mobile, später 100 %
- 1998 – Umbenennung in D-Plus Telecommunication GmbH
- 1999 – 100 % Beteiligungsveräußerung an mobilcom
- 2001 – Fusionierung auf Cellway bei Fortführung von Vertrieb und Marketing
- 2002 – Übernahme der Marke „D-Plus“ durch Cellway
- 2003 – Verlegung des Kundendienst nach Erfurt und Büdelsdorf, Schließung des Standortes Karlstein